# アルセーニエフの家記念館
アルセーニエフの家記念館(露:Дом-музей В. К. Арсеньева)は、19世紀～20世紀にかけて極東ロシア地域の探検家、研究者、諜報官、地理学者、民族誌学者、作家のウラジーミル・アルセーニエフ(露:Влади́мир Кла́вдиевич Арсе́ньев) がウラジオストク滞在中に住んでいた建物を記念館としたもの。3部屋が公開されている。

## 概要
20世紀の初めに建てられたレンガ造りの2階建ての建物で、当時ウラジオストクで有名な地主アンドレイ・ジホフが所有する建物であった。アルセーニエフと家族は1929年6月に2階の4号室に入居したが、アルセーニエフは1930年9月4日に亡くなった。部屋のレイアウトは当時のままに保たれており、居間、小さい寝室、子供部屋があり、当時の家具や生活用品、探検時に撮影した写真、黒澤明監督が1975年にソ連と合作した映画『デルス・ウザーラ』に登場する主人公の写真などが展示されている。家のある通りは1945年に、アルセーニエフにちなんでアルセーニエヴァ通りと名付けられた。この建物は1997年に記念館となり、現在はアルセーニエフ沿海地方州立博物館の分館の1つとなっている。